# Austremonius
Austremonius, även benämnd Stramonius och Stremonius, "Auvergnes apostel", var den förste biskopen av Clermont. Det är osäkert när han levde, men forskarna menar att han föddes under 200-talets första hälft och led martyrdöden 286 eller möjligen i början av 300-talet. Austremonius vördas som helgon inom Romersk-katolska kyrkan. Hans minnesdag firas den 1 november.

## Biografi
Enligt Gregorius av Tours var Austremonius en av de sju missionärer som av påve Fabianus sändes ut från Rom för att sprida evangeliet till Gallien. Austremonius sändes till Clermont, Gatianus till Tours, Trofimus till Arles, Paulus till Narbonne, Saturninus till Toulouse, Dionysius till Paris och Martialis till Limoges. 
Austremonius led martyrdöden genom halshuggning.

## Glasmålningar

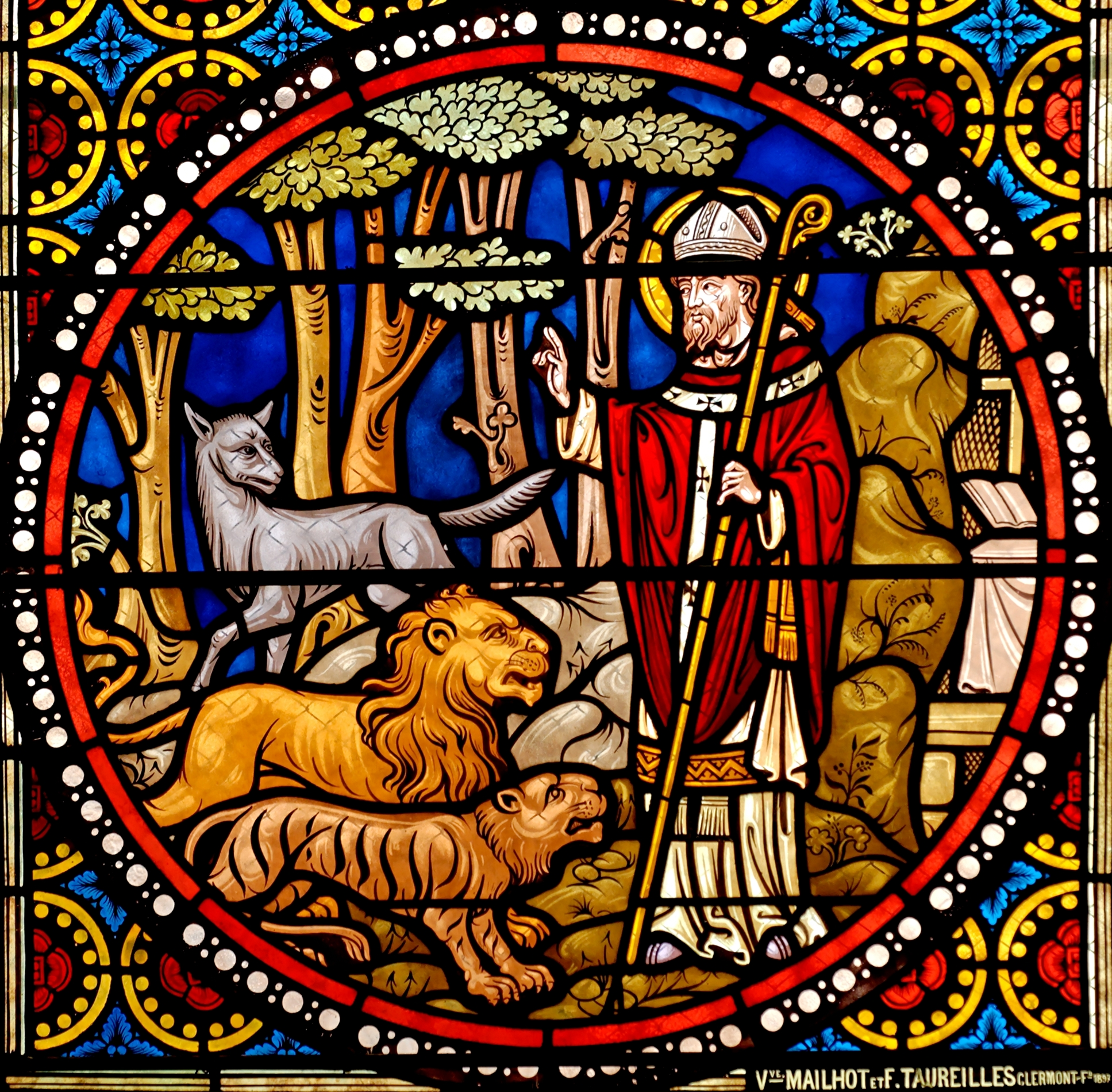
Sankt Austremonius bland vilda djur
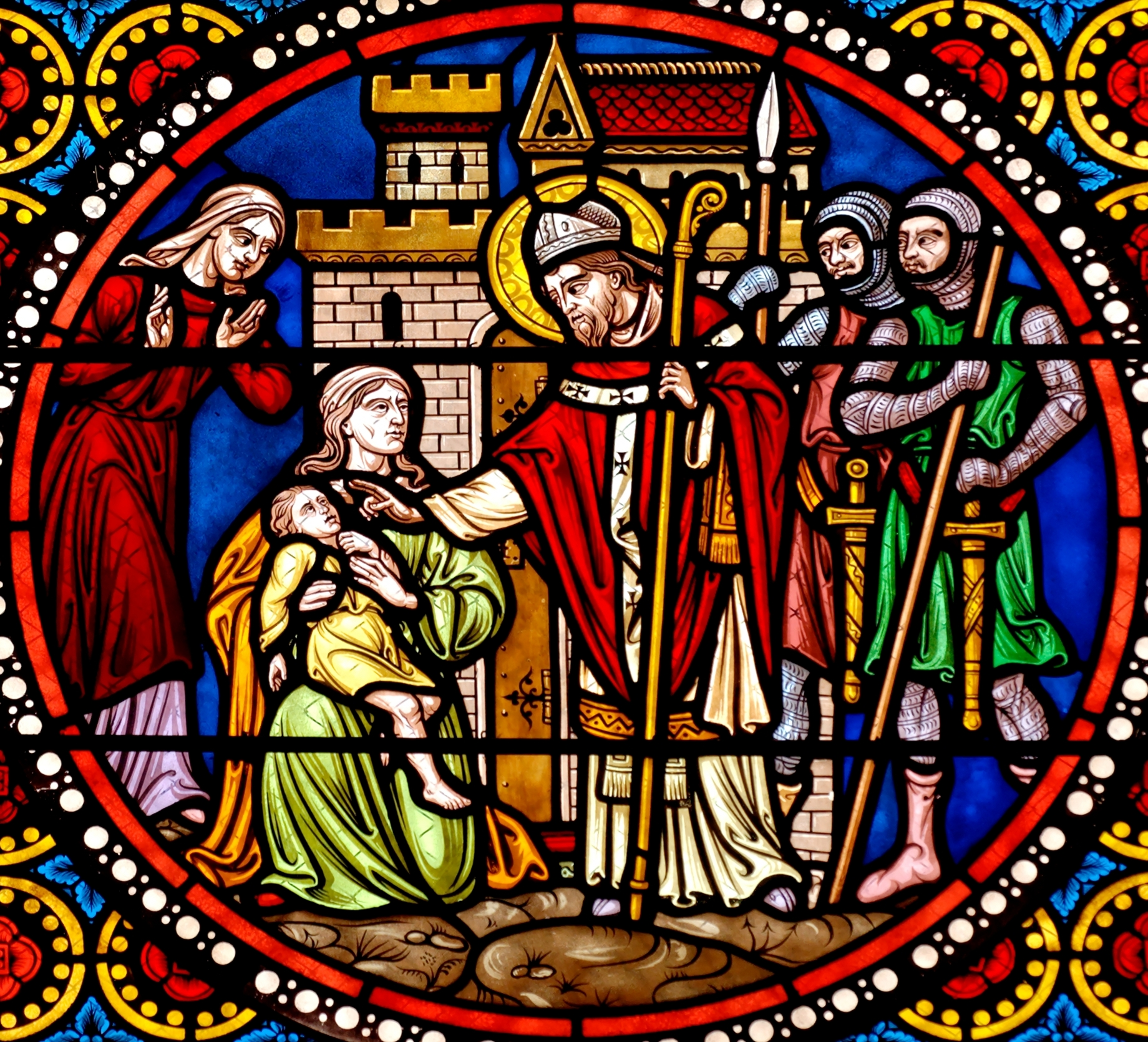
Sankt Austremonius välsignar ett barn
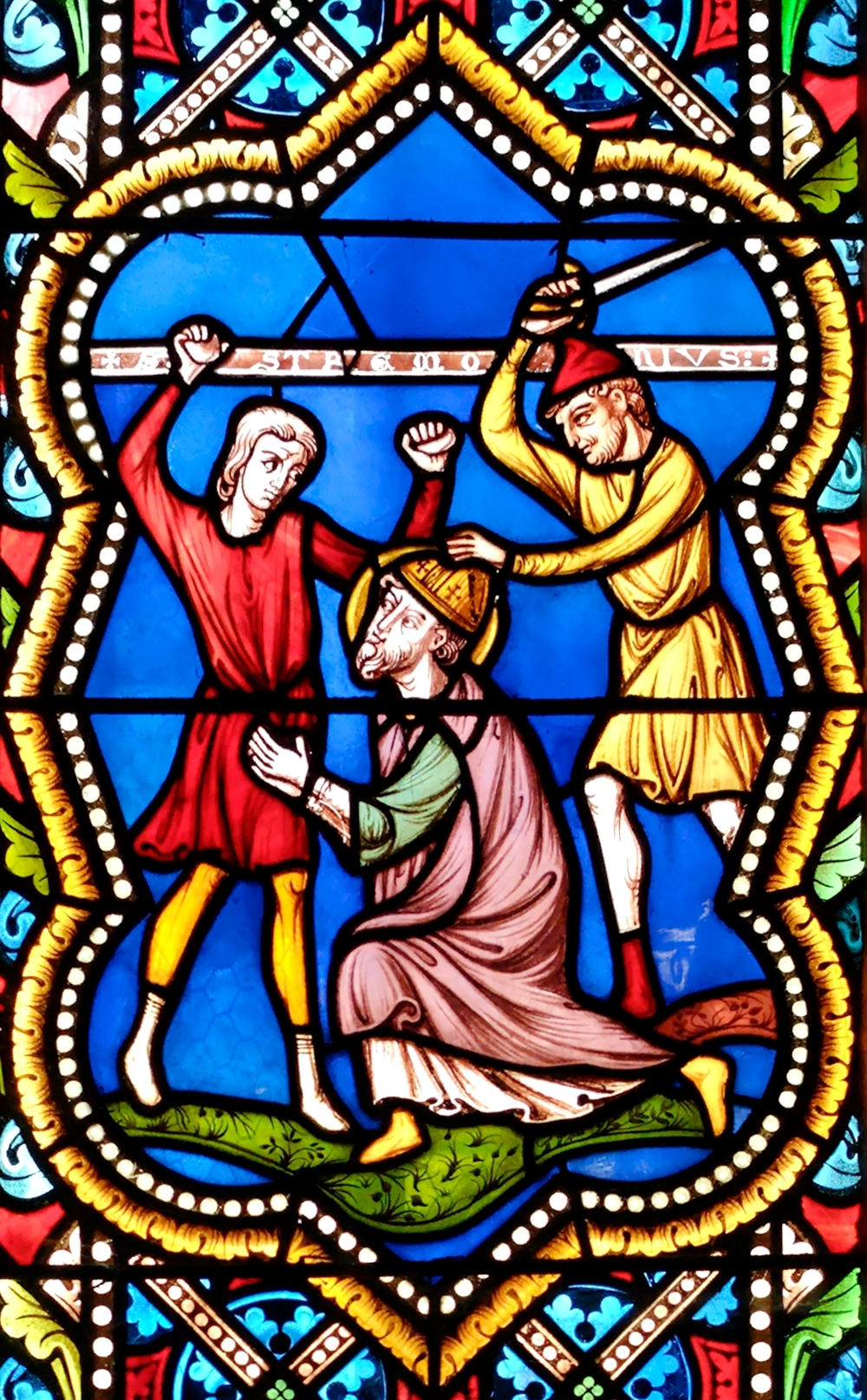
Sankt Austremonius martyrium